# 부론초등학교 단강분교
부론초등학교 단강분교는 대한민국 강원특별자치도 원주시에 있었던 공립 초등학교이다.

## 연혁
- 1933년 9월 1일: 부론국민학교 단강분교장 설립
- 1942년 4월 1일: 단강국민학교 승격
- 1996년 3월 1일: 단강초등학교 개칭
- 2006년 3월.1일: 부론초등학교 단강분교로 편입
- 2007년 3월 1일: 폐교